# Miranda Boerboom
Miranda Boerboom es una deportista neerlandesa que compitió en natación sincronizada. Ganó una medalla de bronce en el Campeonato Europeo de Natación de 1985, en la prueba de equipo.

## Palmarés internacional
| Campeonato Europeo | Campeonato Europeo | Campeonato Europeo | Campeonato Europeo |
| Año                | Lugar              | Medalla            | Prueba             |
| ------------------ | ------------------ | ------------------ | ------------------ |
| 1985               | Sofía (Bulgaria)   | Medalla de bronce  | Equipo             |